# 大石孝
大石 孝（おおいし たかし、1956年11月8日 - ）は、日本の実業家。三菱UFJモルガン・スタンレー証券常務執行役員、三菱UFJ国際投信専務取締役、同社顧問を歴任。駒澤大学同窓会第5代会長、学校法人駒澤大学理事。

## 来歴
福岡県出身。1979年3月、駒澤大学経営学部経営学科卒業。八千代証券入社。
1993年、国際証券目黒支店長。1997年、同社札幌支店長。2000年、同社執行役員。
2003年、三菱証券執行役員。2006年、三菱UFJ証券執行役員。2009年、同社常務執行役員。
2010年、三菱UFJモルガン・スタンレー証券常務執行役員。2012年、国際投信投資顧問専務取締役。
2015年、三菱UFJ国際投信専務取締役（営業部門長）。2016年、同社顧問に就任。
2017年、SBI証券取締役。
2021年6月、駒澤大学同窓会第5代会長に就任。
2022年4月、学校法人駒澤大学理事。